# Ilja Cymbałar
Ilja Władimirowicz Cymbałar, ros. Илья Владимирович Цымбаларь, ukr. Ілля Володимирович Цимбалар, Illa Wołodymyrowycz Cymbałar (ur. 17 czerwca 1969 w Odessie, Ukraińska SRR, zm. 28 grudnia 2013 tamże) – rosyjski piłkarz pochodzenia ukraińskiego, grający na pozycji środkowego pomocnika. Zmienił obywatelstwo z ukraińskiego na rosyjskie.

## Kariera piłkarska

### Kariera klubowa
Cymbałar jest z pochodzenia Ukraińcem. Urodził się w Odessie i tam też stawiał pierwsze piłkarskie kroki w klubie Dynamo Odessa, ale niedługo potem trafił do SKA Odessa i w 1986 roku zadebiutował w IV lidze ZSRR. W SKA występował do 1988 roku (awansował do III ligi) i wtedy przeszedł do lokalnego rywala, Czornomorca Odessa. Wtedy to zaczął występować w pierwszej lidze ZSRR, a w 1991 roku zajął 4. miejsce w rozgrywkach. Po uzyskaniu niepodległości przez Ukrainę i utworzeniu Wyszczej Ligi występował z Czornomorcem w tej lidze i w 1993 roku zajął z nim 3. pozycję.
Na początku 1993 roku Cymbałar wyjechał jednak do Rosji i podpisał kontrakt ze stołecznym Spartakiem. Już w tym samym sezonie wywalczył miejsce w składzie, a następnie został po raz pierwszy w karierze mistrzem Rosji. W barwach Spartaka zadebiutował też w rozgrywkach Ligi Mistrzów. W 1994 roku wywalczył dublet (mistrzostwo + puchar), a w następnie w 1996, 1997, 1998 i 1999 roku zdobywał kolejne tytuły mistrza kraju, do tego dokładając krajowy puchar w 1998. W 1995 roku został wybrany Piłkarzem Roku w Rosji. Przy jego boku rozbłysła wówczas gwiazda Jegora Titowa, który z czasem wygryzł Ilję ze składu i w 1999 roku odszedł on z zespołu. Dla Spartaka wystąpił w 146 meczach i strzelił w nich 42 gole.
W 2000 roku Cymbałar przeszedł do lokalnego rywala Spartaka, Lokomotiwu Moskwa i wspomógł go w walce o mistrzostwo, jednak ostatecznie to Spartak został mistrzem, a Lokomotiw uplasował się na drugiej pozycji. W 2001 roku przeszedł do Anży Machaczkała, gdzie sporadycznie występował przez dwa lata, a w 2002 roku po spadku klubu do Pierwszej Dywizji postanowił zakończyć karierę.

### Statystyki
| Sezon   | Klub               | Kraj    | Rozgrywki                            | Mecze | Bramki |
| ------- | ------------------ | ------- | ------------------------------------ | ----- | ------ |
| 1986    | SKA Odessa         | ZSRR    | 4. liga                              | 20    | 2      |
| 1987    | SKA Odessa         | ZSRR    | 4. liga                              | 45    | 7      |
| 1988    | SKA Odessa         | ZSRR    | 3. liga                              | 18    | 4      |
| 1989    | Czornomoreć Odessa | ZSRR    | 1. liga                              | 16    | 1      |
| 1990    | Czornomoreć Odessa | ZSRR    | 1. liga                              | 24    | 3      |
| 1991    | Czornomoreć Odessa | ZSRR    | 1. liga                              | 30    | 4      |
| 1992    | Czornomoreć Odessa | Ukraina | Wyszcza Liha                         | 17    | 5      |
| 1992/93 | Czornomoreć Odessa | Ukraina | Wyszcza Liha                         | 14    | 1      |
| 1993    | Spartak Moskwa     | Rosja   | Priemjer-Liga                        | 26    | 3      |
| 1994    | Spartak Moskwa     | Rosja   | Priemjer-Liga                        | 27    | 6      |
| 1995    | Spartak Moskwa     | Rosja   | Priemjer-Liga                        | 21    | 8      |
| 1996    | Spartak Moskwa     | Rosja   | Priemjer-Liga                        | 21    | 9      |
| 1997    | Spartak Moskwa     | Rosja   | Priemjer-Liga                        | 11    | 4      |
| 1998    | Spartak Moskwa     | Rosja   | Priemjer-Liga                        | 29    | 10     |
| 1999    | Spartak Moskwa     | Rosja   | Priemjer-Liga                        | 11    | 2      |
| 2000    | Lokomotiw Moskwa   | Rosja   | Priemjer-Liga                        | 10    | 0      |
| 2001    | Anży Machaczkała   | Rosja   | Priemjer-Liga                        | 8     | 0      |
| 2002    | Anży Machaczkała   | Rosja   | Priemjer-Liga                        | 8     | 1      |
|         |                    |         | Łącznie w 1. lidze ZSRR              | 70    | 8      |
|         |                    |         | Łącznie w Ukraińskiej Wyszczej Lidze | 31    | 6      |
|         |                    |         | Łącznie w Premier Lidze              | 172   | 43     |

### Kariera reprezentacyjna
W 1992 roku Cymbałar zaliczył 3 mecze w nowo powstałej reprezentacji Ukrainy, ale niedługo potem zezwolono mu na reprezentowanie barw Rosji. Tam zadebiutował w 1994 roku i w tym samym roku został powołany do kadry na Mistrzostwa Świata w USA, na których wystąpił we dwóch spotkaniach: przegranym 0:2 z Brazylia i wygranym 6:1 z Kamerunem. W 1996 roku wystąpił na Euro 96. Na tym turnieju zaliczył trzy mecze w podstawowej jedenastce: z Włochami (1:2 i gol w 21. minucie spotkania), z Niemcami (0:3) i z Czechami (3:3). Karierę reprezentacyjną zakończył w 1999 roku. Łącznie w kadrze narodowej zagrał 28 razy i zdobył 4 bramki.

## Kariera trenerska
Po zakończeniu kariery piłkarskiej Cymbałar był wiceprezydentem Anży Machaczkała, a następnie szkolił rezerwy Spartaka Moskwa. W 2004 prowadził FK Chimki. W 2006 pracował na stanowisku trenera klubu Spartak-MŻK Riazań, grającego w Drugiej Dywizji. Od 2008 trenował FK Niżny Nowogród. 22 grudnia 2009 przyjął propozycję Igora Lediachowa pomagać mu trenować Szynnik Jarosławl. Po dymisji trenera w maju 2010 również podał się do dymisji.